# Равлик тризубий
Ра́влик (баштоподі́бний) тризу́бий (Chondrula tridens (Müller, 1774)) — вид черевоногих молюсків, родини баштоподібних равликів (Enidae).

## Опис черепашки
У дорослих особин розміри черепашки дуже мінливі, на території України переважно вкладаються в розмірний інтервал: висота черепашки 8-15 мм, ширина черепашки 4-6 мм, кількість обертів 6-8. Черепашка яйцеподібно-конічна або конічно-циліндрична, з міцними стінками. Поверхня черепашки тонко і нерівномірно радіально покреслена, матова. Забарвлення черепашки від жовтувато-сірого до темно-коричневого (порожні черепашки швидко вицвітають і стають білуватими). В усті переважно від 3 до 5 зубів. Крім основних зубів (парієтальної та колумелярної пластинок і палатального зуба) часто присутні більш або менш розвинені супрапалатальний і ангулярний зуби. Палатальний зуб і рідше колумелярна пластинка можуть підлягати частковій, зрідка — повній редукції. Вид є надзвичайно мінливим щодо розмірів і форми черепашки, ступеня розвитку устєвої арматури (наявності 2 додаткових зубів, ступеня розвитку 3 основних зубів).

## Розповсюдження
Основна частина видового ареалу знаходиться в межах Центральної, Східної та Південно-Східної Європи. Загалом цей вид розповсюджений від південно-західної Франції та Балеарських островів у Середземному морі до північно-західного Ірану та Уралу, включно з Кримом і Кавказом. Широко розповсюджений на території України.

## Екологія
Степовий, кальцефільний вид. Загалом населяє переважно сухі відкриті біотопи, хоча в умовах степової зони може зустрічатися навіть в лісах (особливо це стосується узлісь).

## Зауваження щодо таксономії
Значна конхологічна мінливість Ch. tridens сприяла опису багатьох форм, деякі з яких були або описані, або вказані раніше для території України. Пізніше ці форми були зведені в синоніми Ch. tridens. Проведені останнім часом конхіометричні дослідження Ch. tridens (Крамаренко, Сверлова, 2003, 2007) виявили, що в різних регіонах України спільно зустрічаються дві розмірні форми цього виду. Проте цим формам навряд чи можна надати підвидовий статус, оскільки відсутня їх географічна розмежованість. Крім того, не відомо, чи є правомірним використання назви «albolimbata» для західноукраїнських Ch. tridens (Крамаренко, Сверлова, 2003), хоча це мало місце ще в роботах другої половини ХІХ ст. Згадана форма була описана Л. Пфейфером у 1848 р. як самостійний вид за матеріалами з Саратова (Росія) та має дещо більшу ширину черепашки (майже 6 мм), ніж це властиво великій західноукраїнській формі Ch. tridens.
Нещодавно на підставі аналізу численних фондових матеріалів Державного природознавчого музею НАН України (м. Львів) був описаний підвид Ch. tridens martynovi (Gural-Sverlova, Gural, 2010), розповсюджений у Криму та південно-східній частині України. Він відрізняється від Ch. tridens tridens деякими рисами устєвої арматури. Детальніше див. у першоописі (Гураль-Сверлова, Гураль, 2010).